# Batalha de Heilsberg
A Batalha de Heilsberg ocorreu em 10 de junho de 1807, durante as Guerras Napoleônicas.

## Visão geral
Em 24 de maio de 1807, o cerco de Danzig terminou quando o general prussiano Friedrich Adolf, conde von Kalckreuth, capitulou ao marechal francês François Joseph Lefebvre. Isso deu a Napoleão a oportunidade de enfrentar as forças russas lideradas por Levin August von Bennigsen. Em 2 de junho, antes que Napoleão pudesse agir, Bennigsen ordenou que suas colunas convergissem para o VI Corpo de exército exposto do marechal Michel Ney. Em desvantagem por 63.000 a 17.000, Ney lutou uma ação de retaguarda na Batalha de Guttstadt-Deppen em 5 e 6 de junho. Embora tenha perdido seu trem de bagagem, duas peças de artilharia e 2.042 homens, Ney conseguiu escapar para o sudoeste sobre o rio Pasłęka (Passarge) com a maior parte de seus soldados.
Em dois dias, Napoleão ordenou que seu exército de 190.000 homens se aproximasse dos 100.000 russos e 15.000 prussianos. Consciente de sua abordagem, Bennigsen ordenou que suas tropas recuassem em Lidzbark Warmiński ("Heilsberg" em alemão). O exército russo assumiu fortes posições defensivas ao redor da cidade, que ficava no rio Łyna (Alle). O exército francês, sob os marechais Murat e Lannes, atacou em 10 de junho. Bennigsen repeliu vários ataques, resultando em enormes baixas francesas, mas teve que se retirar para Friedland no dia seguinte. Quatro dias depois, ocorreu a decisiva Batalha de Friedland, encerrando a Guerra da Quarta Coalizão com a aprovação do Tratado de Tilsit.

## Influências na batalha

### Geografia
A Batalha de Heilsberg foi travada no rio Alle, hoje conhecido como Lyna. O Castelo Teutônico sendo o ponto focal da batalha foi mantido pelo controle russo.

### Terreno
Além das vantagens geográficas, os russos também passaram de três a quatro meses compilando táticas sobre como se defender contra uma invasão francesa, independentemente de onde atacassem os terrenos do castelo. Defensivamente, o castelo era sustentado por suas pontes e muralhas, ambas construídas ao longo do perímetro do castelo. O terreno que circundava o Castelo Teutônico funcionou como um obstáculo para o exército francês devido ao aumento da elevação desde a base do rio até a fundação do castelo. O 21º Fuzileiros prussiano, comandado por Ludwig August von Stutterheim, fez guarnição lá.

### Clima
Embora o terreno fosse uma punição suficiente para os franceses, o clima também prejudicou suas habilidades e saúde. Durante o dia, além do peso carregado em suprimentos e arsenal, as temperaturas atingiram níveis perigosamente quentes e úmidos. A umidade e o frio intenso da noite também tiveram um papel significativo, proporcionando poucas oportunidades de descanso.

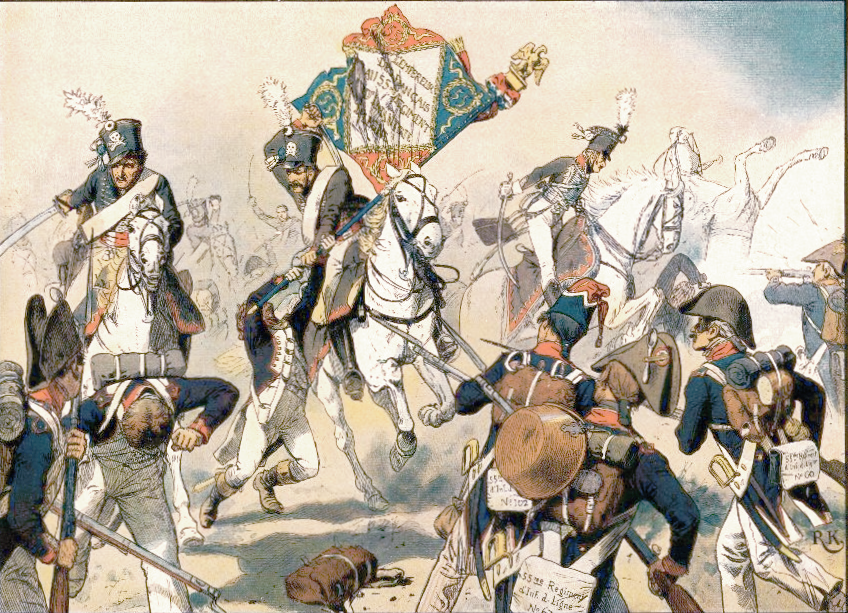
A batalha de Heilsberg, por Richard Knötel

## Progresso da batalha

### Táticas
Benningsen tinha sido enganado em retirada por relatórios falsos dos números franceses. Os russos, tendo voltado para Heilsberg, tinham alguma proteção contra trabalhos de campo substanciais. Para invadir as fortificações, Napoleão teve que escolher entre um avanço imediato ou um movimento de flanco, ameaçando a base de suprimentos russa de Königsberg (agora Kaliningrado). Ele escolheu o último, e os franceses assim se posicionaram de modo a cortar qualquer oportunidade para os russos obterem reforços.

### A batalha
A cavalaria francesa sob o comando de Joachim Murat foi selecionada para liderar o ataque frontal, mas Napoleão não chegou ao campo pessoalmente até que Murat já tivesse liderado um ataque desastroso. O Marechal Mortier e o Marechal Davout avançaram do lado de Königsberg. Soult e Lannes, liderando unidades de cavalaria separadas, e Ney, com a infantaria, avançaram em ambos os lados do rio Łyna. Essas unidades menores se mostraram ineficazes, especialmente quando chegaram reforços prussianos, enviados por Anton Wilhelm von L'Estocq a pedido de Bennigsen. Lannes fez um ataque malsucedido que custou aos franceses 3.000 baixas. Do lado russo, Bennigsen sofria de febre e tinha dificuldade em permanecer no comando.
Em 11 de junho, as baixas substanciais de ambos os lados e o sucesso da defesa russa deram a Bennigsen e Napoleão pouca escolha a não ser pedir uma trégua indocumentada para acabar com as hostilidades. Os franceses perderam cerca de 12.000 homens. A trégua foi focada principalmente na recuperação de soldados feridos. A batalha terminou com médicos e soldados de ambos os lados ajudando os feridos e recuperando os mortos. Quando Napoleão entrou nas posições russas desertas no dia seguinte, descobriu que todos, exceto os feridos, haviam sido evacuados durante a noite.

## Análise de resultados e pós-guerra
Esta batalha é reconhecida como tendo sido taticamente inconclusiva devido a nenhum dos lados ter ganho terreno significativo, é mais notavelmente discutida como uma batalha que produziu pouca mudança no equilíbrio de forças entre os russos e os franceses. Pela maioria dos relatos, esta foi uma ação de retaguarda russo-prussiana bem-sucedida. Napoleão nunca percebeu que enfrentou todo o exército em Heilsberg. Murat e Soult atacaram prematuramente e no ponto mais forte da linha russo-prussiana. Os russos haviam construído extensas fortificações na margem direita do rio Alle, mas apenas alguns redutos menores na margem esquerda, mas os franceses avançaram sobre o rio para dar batalha, desperdiçando suas vantagens e incorrendo em baixas  A Batalha de Heilsberg foi travada quatro dias antes da decisiva Batalha de Friedland.

### Baixas francesas
Os franceses tiveram 1.398 mortos, 10.059 feridos, 864 capturados. Três unidades perderam suas águias, e Digby Smith coloca as perdas acima de Clodfelter, em 1.398 mortos, 10.059 feridos e 864 capturados. O IV corpo de Nicolas Jean-de-Dieu Soult sofreu a maioria das perdas: 8.286, e o general François Xavier Roussel, chefe do Estado-Maior da Guarda Imperial, foi morto. Três generais ficaram feridos e o corpo de Jean Lannes perdeu 2.284 mortos e feridos.

### Baixas russo-prussianas
As disputas sobre os mortos e feridos permanecem. Clodfelter estima 6.000 mortos e feridos.   Além disso, os generais Koschin, Warneck e Pahlen foram mortos; Dmitry Dokhturov, Werdrevski, Fock, Zakhar Dmitrievich Olsufiev, Duka, Laptiev, Passeck e Duque Charles de Mecklenburg foram feridos. O comandante russo, Bennigsen, ficou doente o dia todo, mas permaneceu em seu cavalo, apesar de cair inconsciente várias vezes. Digby Smith diz que a força prussiana russa perdeu de 2 a 3.000 mortos e cerca de 5 a 6.000 feridos, e perdeu duas armas.
Oficiais notáveis do exército francês presentes foram:

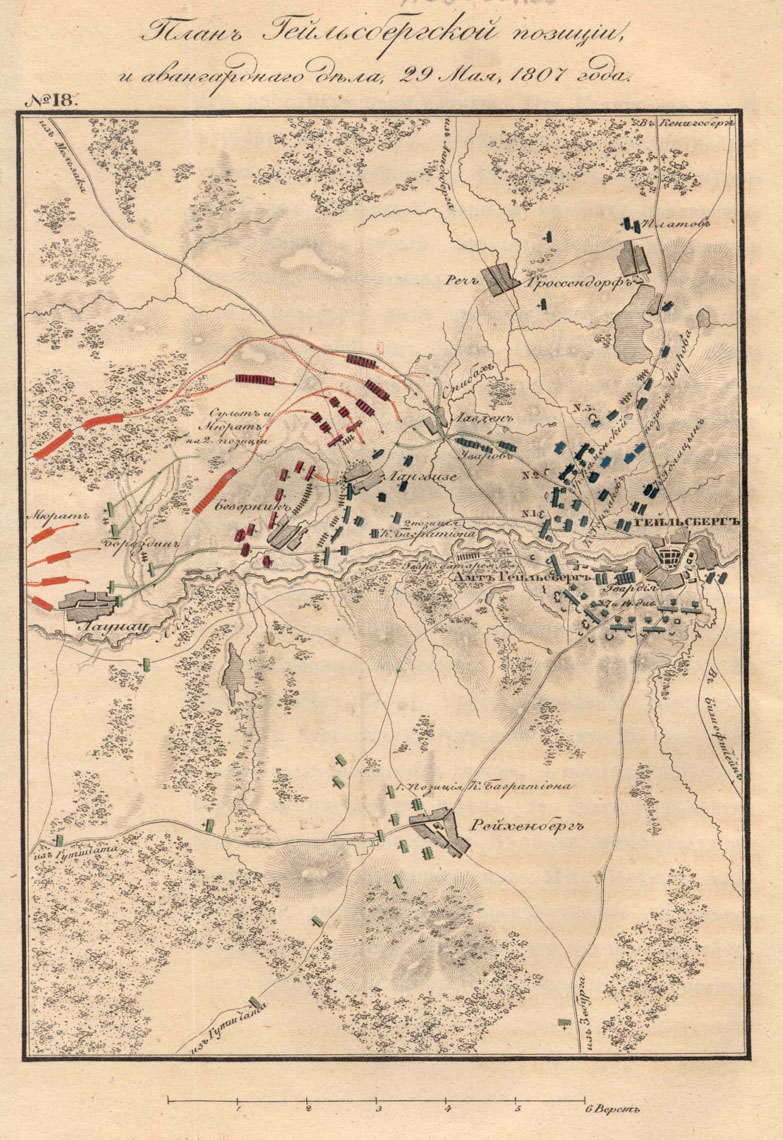
A batalha em sua fase inicial

- Comandante em chefe : Napoleão Bonaparte;
- Marechal Louis-Alexandre Berthier, príncipe de Neuchâtel;
- Marechal Joachim Murat;
- Marechal Nicolas Jean de Dieu Soult;
- Marechal Jean Lannes;
  - Major-General Nicolas Charles Oudinot;
  - Major-General Jean-Antoine Verdier;
    - Coronel François-Joseph d'Offenstein (feito brigadeiro-general após esta batalha).

Oficiais notáveis do exército russo presentes foram:

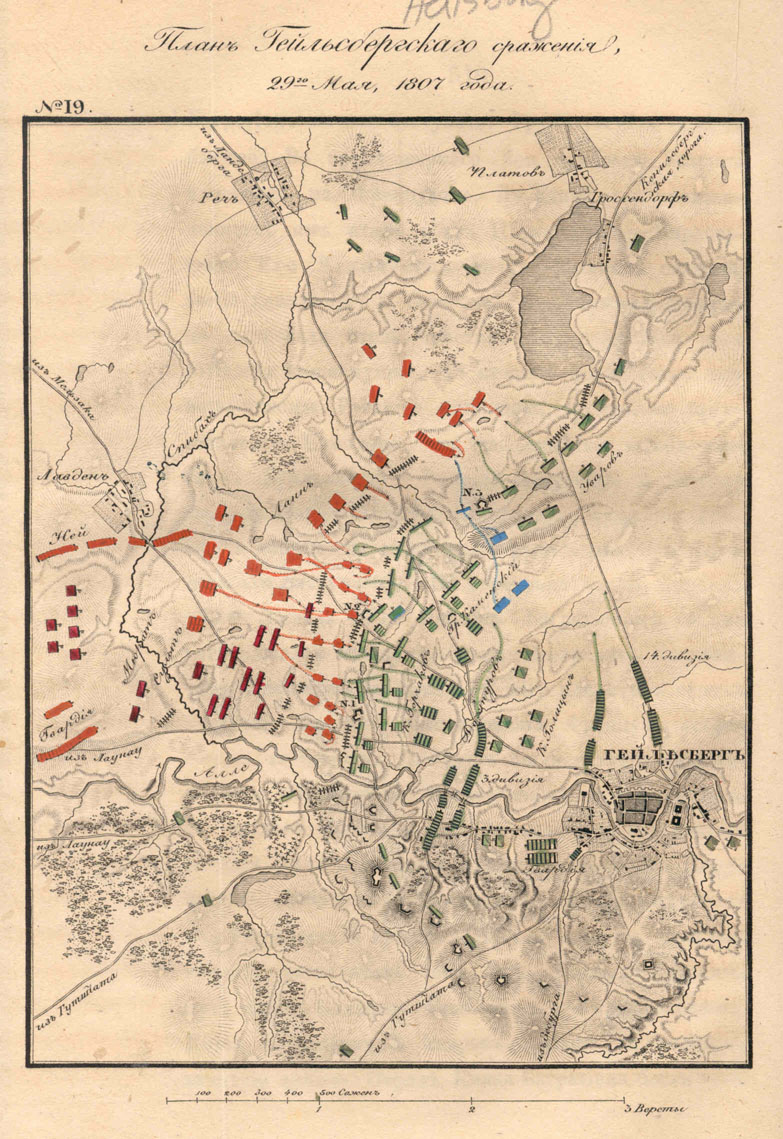
A batalha em sua fase final

- A batalha em sua fase finalComandante em chefe : Bennigsen estava doente, mas permaneceu no comando;
- Marechal Matvei Platov;
- Marechal Príncipe Gorchakov;
- Marshall Dmitry Dokhturov (ferido);
- Marechal Príncipe Bagration;
  - Major General Fabian Steinheil.